# Marcos Figueroa (artista)

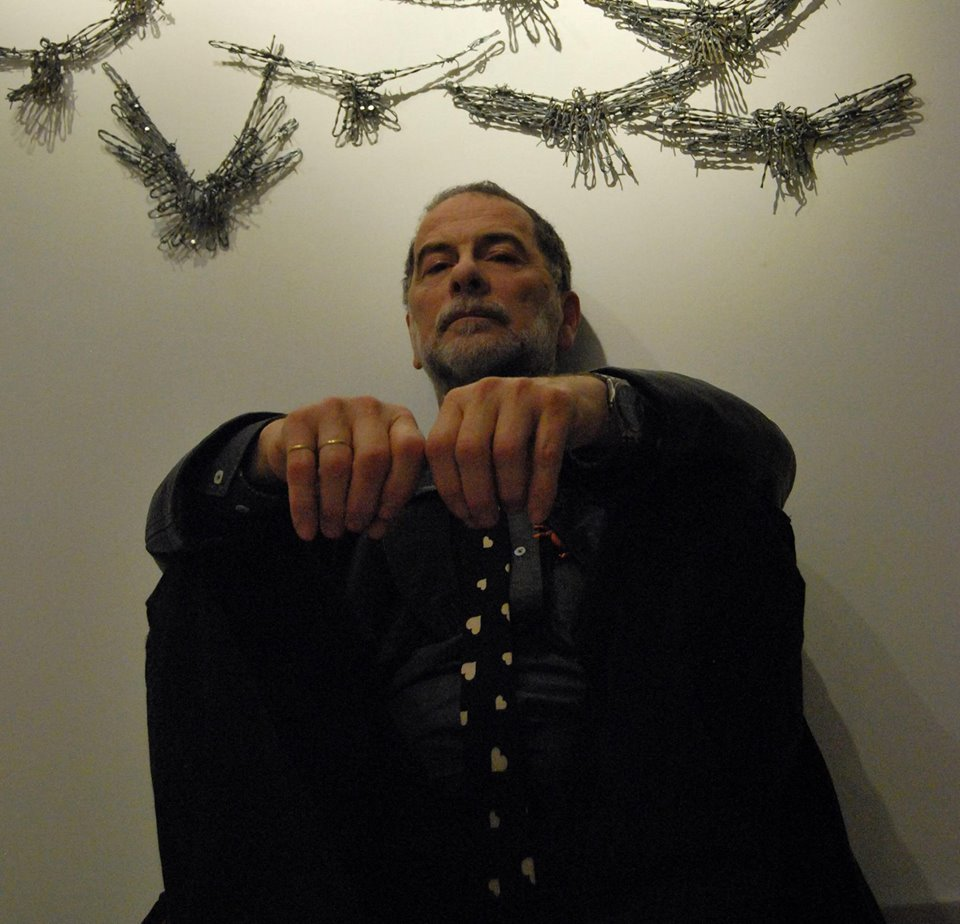
Marcos Figueroa junto a su obra "Bandada".

Marcos Figueroa (Tucumán, 1953) es un artista visual, investigador en artes y curador independiente argentino quien vive y trabaja en la ciudad de San Miguel de Tucumán, Argentina.

## Inicios
Marcos Figueroa estudio y se graduó como arquitecto en la Universidad Nacional de Tucumán, misma casa de estudios donde se graduó el arquitecto César Pelli. Sus primeras incursiones en el campo de las artes visuales están conectadas a su formación como arquitecto y su interés por el teatro y las artes escénicas. Formó parte del grupo Norte (colectivo artístico que funcionó bajo el régimen de censura de la dictadura cívico militar de la Argentina) con el que realizó diferentes ambientaciones en galerías y museos de Argentina entre 1980 y 1982.

## Universidad Nacional de Tucumán

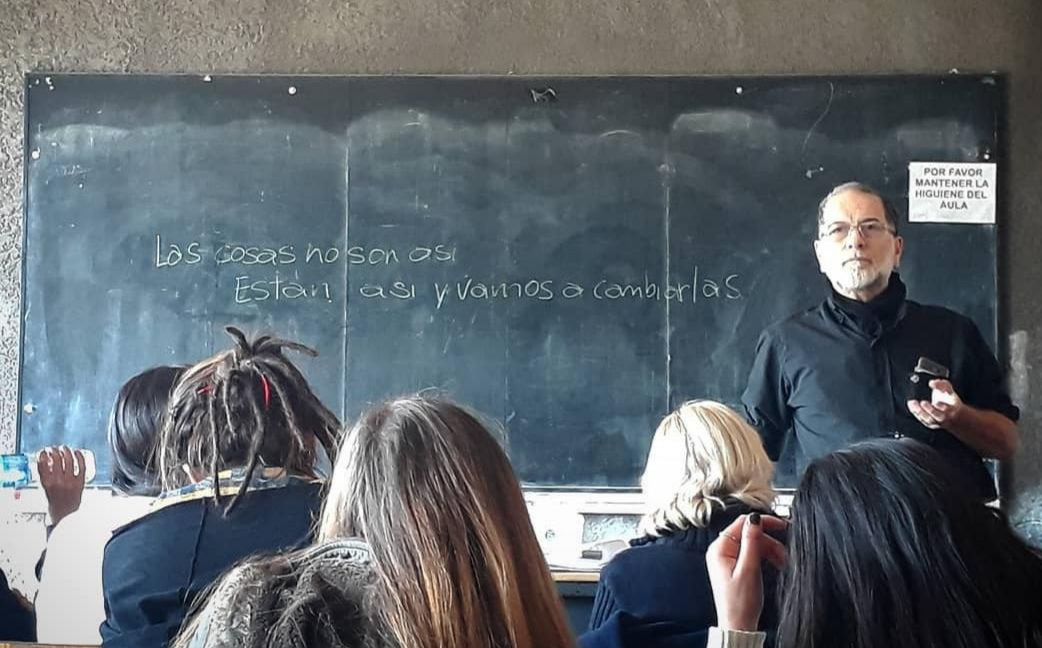
Marcos Figueroa dictando clases

Luego de la refundación de la Universidad Nacional de Tucumán en el período de post-dictadura, asume en 1986 la conducción del Taller C de la Facultad de Artes de la Universidad Nacional de Tucumán a través del cual incorpora la enseñanza y el estímulo del arte contemporáneo en la provincia y el norte argentino. Fue Decano de la Facultad de Artes en los períodos 1999-2002 y 2002-2006, fomentando desde su cargo cursos de posgrado y vínculos institucionales con fundaciones y otras universidades nacionales e internacionales que dinamizaron el campo del arte local.

## Su obra

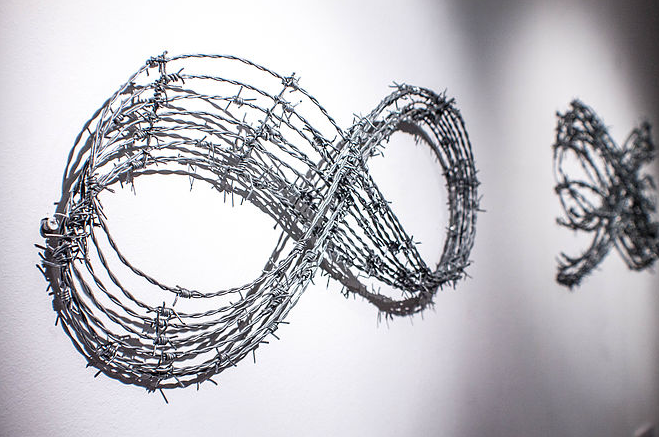
"Infinito" (2015)

Durante sus primeros años de autodidacta, a principios de la década de los setenta, incursionó en diferentes estilos pictóricos que fueron superados rápidamente por sus intereses en el teatro y por su asociación con colectivos artísticos como el mencionado grupo Norte, además de su participación en el grupo Surco (1987-1990) con el que realizó intervenciones en paisajes naturales como los Valles Calchaquíes y urbanos de la ciudad de San MIguel de Tucumán y el grupo Tenor Graso (1996) en el cual realizó performances asociadas al diseño indumentario.
Ya en el presente siglo comenzó a experimentar con las posibilidades materiales y conceptuales del alambre de púas como una forma de reflexión sobre los límites en relación con el poder. Figueroa utilizará el alambre de púas como una traducción material del poder para administrar la alteridad, las diferencias y las riquezas, pero contraponiendo esa hostilidad del material con la sensualidad o voluptuosidad de las imágenes que selecciona.

## Premios
- XI Salón Nacional de Arte Contemporáneo MUNT 2015, Premio especial a la Trayectoria.
- VII Premio Nacional de Pintura Banco Central 2013, segundo premio adquisición.
- XLI Salón Nacional de Tucumán 2012, primer premio adquisición.